# Pierre-Paul Clemenceau
Pour les articles homonymes, voir Clemenceau (homonymie).
Pierre-Paul Clemenceau, sieur du Colombier, né le 29 mai 1749 à Mouchamps (Vendée), mort le 10 novembre 1825 à Montaigu (Vendée), est un haut fonctionnaire et homme politique français.
Docteur en médecine, sous-préfet de Montaigu, puis député de la Vendée, il est en outre l'arrière-grand-père de Georges Clemenceau (1841-1929), président du Conseil.

## Biographie
Fils de Pierre Benjamin Clemenceau, sieur du Colombier et de La Ronde (1709-1782), licencié ès lois, avocat au parlement, et de Charlotte Bouquet, Pierre-Paul Clemenceau entra à l'École de médecine de Montpellier, le 9 décembre 1768 et fut reçu docteur le 6 août 1771 : la profession de médecin était habituelle depuis plusieurs générations dans la famille. Clemenceau prit part à la guerre de Vendée comme médecin des armées de l'Ouest.
Établi comme médecin à Mouchamps, maire de la commune, il fut nommé sous-préfet de Montaigu, alors chef-lieu d'arrondissement de la Vendée, le 9 avril 1800.
Il fut élu le 2 vendémiaire an XIV, par le Sénat conservateur, député de la Vendée au Corps législatif. Il y siégea, parmi les défenseurs obscurs et silencieux des institutions impériales, jusqu'au 1er juillet 1810.
Il se marie en 1776 à Mouchamps (Vendée) avec Charlotte Maillot (1750-1819).

## Ascendance et postérité
La famille Clemenceau est une famille bourgeoise originaire de Vendée. Elle compte parmi ses personnalités plusieurs médecins depuis la période de l'Ancien Régime.

### Généalogie simplifiée
- Pierre-Benjamin Clemenceau (1709-1782), sieur du Colombier, et de sa seconde épouse, Aimée Charlotte Louise Bouquet (1725-1787), il est le père de :
  - Pierre-Paul Clemenceau, médecin, maire, député, sous-préfet, il épouse en 1776 Charlotte Maillot (1750-1819), dont notamment :
    - Paul Jean Benjamin Clemenceau (1777-1860), maire de La Réorthe, agronome, il épouse en 1809 Thérèse Joubert (1787-1836) qui lui apporte le domaine de l'Aubraie de Féole, près de La Réorthe, il est le père de :
      - Benjamin Clemenceau (28 avril 1810-23 juillet 1897), dit le sans-culotte, il épouse en 1839 Emma Gautreau, fille d'un fermier aisé maire de Mouilleron-en-Pareds, il est le père de six enfants dont :
        - Georges Clemenceau, ministre de l'Intérieur, président du Conseil sous la IIIe République
        - Albert Clemenceau (1861-1955)

      - Jean Paul Clemenceau (1816-1858), dit le marquis